# Mircea, o Pastor
Mircea o Pastor (em romeno:  Mircea Ciobanul) (Antes de 23 de Abril de 1508 - 25 de Setembro de 1559), foi Príncipe da Valáquia por três vezes: Janeiro de 1545 - 16 de Novembro de 1552; Maio de 1553 - 28 de Fevereiro de 1554; e Janeiro de 1558 - 21 de Setembro de 1559.

## Biografia
Batizado como Demétrio (em romeno:  Dumitru), era o quinto filho de Radu IV o Grande. O seu cognome, O Pastor, veio provavelmente do facto de ter comprado ovelhas para abastcer os mercados de Istambul, ainda antes de aceder ao trono.
O Império Otomano (entidade suserana da Valáquia) nomeou-o Príncipe em Janeiro de 1545, substituindo desta forma o irmão, Radu Paisie da Valáquia, que havia sido deposto. Entrou em Bucareste a 17 de Março de 1545, ascendendo ao trono nesse mesmo dia. Através do seu primeiro decreto de privilégio, a 25 de Março de 1545, conseguiu manter e até promover as funções de quatro oficiais do seu antecessor e irmão. Uma crónica relata que duas semanas após ascensão, ordenou a morte de alguns boiardos, incluindo Coadă (Ministro dos Assuntos Internos), Radul e Vintilă, ambos comis, e  Stroe (Segundo Comandante do Exército). A crónica menciona também que foram torturados de modo a revelar o local onde haviam alegadamente escondido algum dinheiro e jóias do palácio. Após o massacre, alguns dos mais ricos boiardos e os parentes dos assassinados foram exilados na Transilvânia e no Reino da Hungria, onde se juntariam e o tentariam depor por duas vezes do trono.
A primeira tentativa ocorreu na Batalha de Periș, a 24 de Agosto de 1546, mas Mircea conseguiu apanhá-los de surpresa e dizimá-los.  A segunda ocorreu em 1548, liderada pelos boiardos Stoica, Vintilă, Radu e Pârvu. Esta frente era acompanhada por 1000 mercenários sículos. Entraram na Valáquia esperando serem apoiados por uma revolta popular, contudo esta não chegou a acontecer, pois, segundo uma crónica de Ostermeyer, residente em Brașov, o povo apoiou Mircea. A batalha teve lugar perto da aldeia de Miloste, no Condado de Vâlcea, com Mircea saindo uma vez mais vitorioso e os boiardos sobreviventes a escaparem com grande dificuldade.
Enquanto a Casa de Habsburgo, que ocupou a Transilvânia em 1551, queria um príncipe devoto à sua causa na Valáquia, e, por isso, o novo governador da Trasilvânia, o General Imperial João Batista Castaldo, apoiou Radu Elias, que, rodeado pelos boiardos exilados, atravessou a fronteira valaquiana em Novembro de 1552 e derrotou Mircea em  Mănești, a 16 de Novembro de 1552. Radu saiu vitorioso, e Mircea, Chiajna e os filhos procuraram refúgio com a família em Giurgiu.
A 11 de Maio de 1553, Mircea regressa ao trono com o apoio de Alexandre Lăpușneanu (Alexandre IV) Príncipe da Moldávia. O seu segundo período de governo foi curto, pois Alexandre IV, desconfiado da má fé do seu aliado, retirou-o novamente do trono. A família retirou-se, desta vez, para Istambul.
Após a morte de Pătrașcu em Janeiro de 1558, o Sultão Solimão, o Magnífico garantiu uma vez mais a Mircea o seu direito de governar. A sua renomeação provocou o êxodo de grande parte dos boiardos da região. Mircea prometeu a estes nobres que se se lhe prestassem homenagem, ele os perdoaria. Recebeu-os desta maneira na corte de Bucareste, na presença de dignitários otomanos. Porém, após a saída dos dignitários, Mircea assassinou os boiardos que lhe haviam prestado homenagem. Foi a primeira vez em que também representantes da Igreja Ortodoxa pereceram.
Mircea faleceu a 21 de Setembro de 1559, e foi sepultado na Igreja de Curtea Veche, em Bucareste, que reconstruíra. Após a sua morte, a sua viúva, Chiajna da Moldávia, ajudou a obter o trono para o filho primogénito de ambos, Pedro.

## Casamento e descendência
Em Junho de 1546, desposou Chiajna da Moldávia, filha do Príncipe Pedro Rareș da Moldávia, que exerceu grande influência sobre ele e os seus filhos:
- Pedro (1546-19 de Agosto de 1569), Príncipe da Valáquia;
- Radu, príncipe titular entre Março e Abril de 1591, ;
- Stana, casada com Ivan Norocea din Razvad;
- Anca, casada com o sobrinho do Patriarca Josafá II de Constantinopla ;
- Marina, (1549, -?), casada com Stamati Paleólogo ;
- Dobra, casada com Barbu de Pietrocani ;
- Desconhecida (? - 16 de Janeiro de 1595) dada pela mãe ao harém do Sultão Murade III.